# خط طول 149° شرق
خط طول 149° شرق هو أحد خطوط الطول الجغرافية، والتي تمتد من القطب الشمالي الجغرافي إلى القطب الجنوبي الجغرافي، وحسب التحويل الزمني يتقدم خط طول 149° شرق عن خط غرينتش بـ9 ساعات و56 دقيقة.

## من القطب إلى القطب
ينطلق خط طول 149° شرق من القطب الشمالي نحو القطب الجنوبي مرورا بالمناطق التي ترد في الجدول التالي:
| الإحداثيات                           | البلد أو الإقليم أو البحر | ملاحظات |
| ------------------------------------ | ------------------------- | --- |
| 90°0′N 149°0′E / 90.000°N 149.000°E  | المحيط المتجمد الشمالي    | |
| 76°44′N 149°0′E / 76.733°N 149.000°E | روسيا                     | ياقوتيا — جزيرة بينيت [لغات أخرى]‏ |
| 76°39′N 149°0′E / 76.650°N 149.000°E | بحر سيبيريا الشرقي        | |
| 75°13′N 149°0′E / 75.217°N 149.000°E | روسيا                     | ياقوتيا — جزيرة New Siberia |
| 74°43′N 149°0′E / 74.717°N 149.000°E | بحر سيبيريا الشرقي        | |
| 72°14′N 149°0′E / 72.233°N 149.000°E | روسيا                     | ياقوتيا ماغادان أوبلاست — من 64°26′N 149°0′E / 64.433°N 149.000°E |
| 59°27′N 149°0′E / 59.450°N 149.000°E | بحر أوخوتسك               | Taui Bay |
| 59°10′N 149°0′E / 59.167°N 149.000°E | روسيا                     | ماغادان أوبلاست — Spafaryev Island |
| 59°7′N 149°0′E / 59.117°N 149.000°E  | بحر أوخوتسك               | مرورا بشرق إيتوروب in the جزر الكوريل (في 45°30′N 148°53′E / 45.500°N 148.883°E), administered by روسيا (ساخالين أوبلاست), but تملكه اليابان (هوكايدو) |
| 45°30′N 149°0′E / 45.500°N 149.000°E | المحيط الهادئ             | مرورا بغرب the جزيرة Narage, بابوا غينيا الجديدة (في 4°32′S 149°6′E / 4.533°S 149.100°E) · مرورا بغرب the جزيرة Unea, بابوا غينيا الجديدة (في 4°53′S 149°6′E / 4.883°S 149.100°E) |
| 5°28′S 149°0′E / 5.467°S 149.000°E   | بابوا غينيا الجديدة       | جزيرة جزيرة نيو بريتين Arawe Islands — من 6°1′S 149°0′E / 6.017°S 149.000°E |
| 6°9′S 149°0′E / 6.150°S 149.000°E    | بحر سليمان                | |
| 9°3′S 149°0′E / 9.050°S 149.000°E    | بابوا غينيا الجديدة       | جزيرة غينيا الجديدة |
| 10°16′S 149°0′E / 10.267°S 149.000°E | المحيط الهادئ             | بحر المرجان — مرورا عبر أستراليا's جزر بحر المرجان |
| 20°14′S 149°0′E / 20.233°S 149.000°E | أستراليا                  | كوينزلاند — جزيرة وايت سانداي |
| 20°19′S 149°0′E / 20.317°S 149.000°E | المحيط الهادئ             | بحر المرجان |
| 20°55′S 149°0′E / 20.917°S 149.000°E | أستراليا                  | كوينزلاند نيوساوث ويلز — من 28°58′S 149°0′E / 28.967°S 149.000°E مقاطعة العاصمة الأسترالية — من 35°12′S 149°0′E / 35.200°S 149.000°E, مرورا بغرب كانبرا (في 35°20′S 149°7′E / 35.333°S 149.117°E) نيوساوث ويلز — من 35°54′S 149°0′E / 35.900°S 149.000°E فيكتوريا (أستراليا) — من 37°7′S 149°0′E / 37.117°S 149.000°E |
| 37°47′S 149°0′E / 37.783°S 149.000°E | المحيط الهادئ             | |
| 60°0′S 149°0′E / 60.000°S 149.000°E  | المحيط الجنوبي            | |
| 68°21′S 149°0′E / 68.350°S 149.000°E | القارة القطبية الجنوبية   | الإقليم الأسترالي في القارة القطبية الجنوبية, المطالب الإقليمية بالقارة القطبية الجنوبية by أستراليا |